# TNT集团

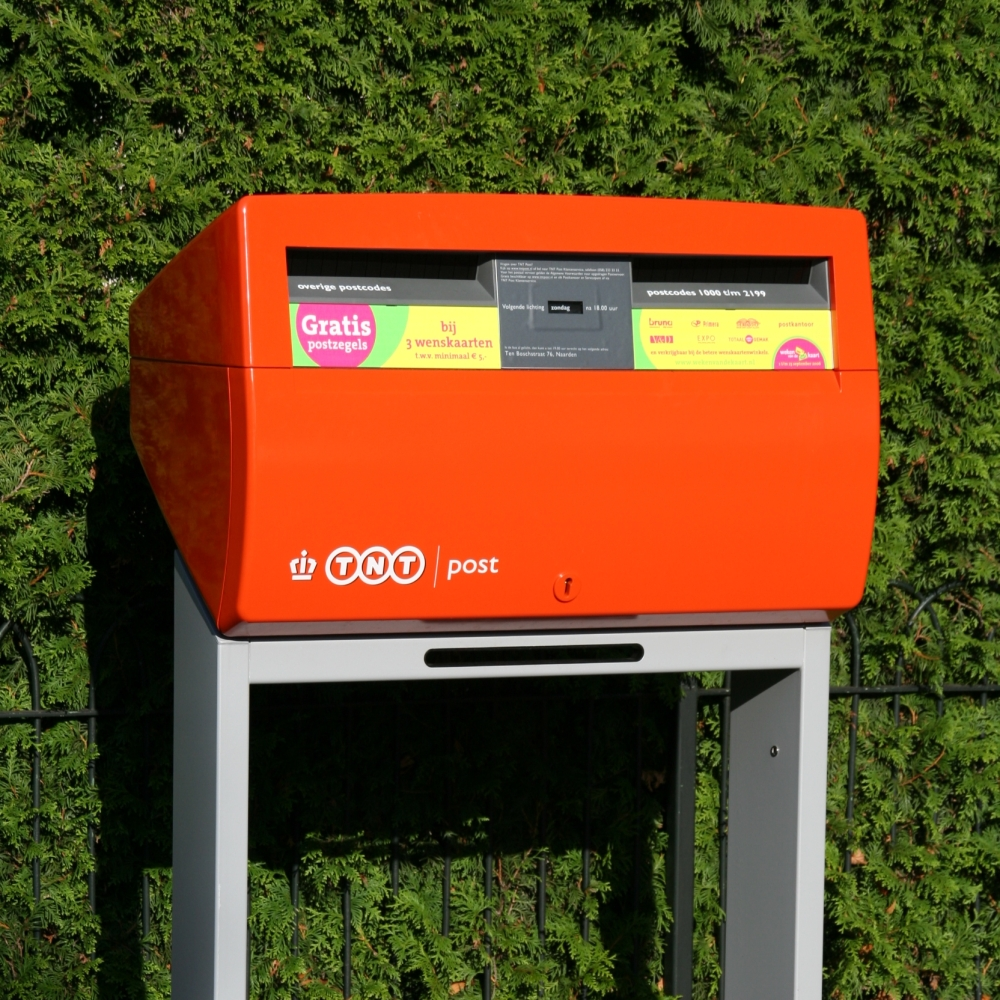
TNT邮箱

TNT集团总部位于荷兰。TNT拥有151000名员工，分布在兩百多个国家和地区，有超过26,610辆货车和40架飞机，以及欧洲最大空陆联运快递网络，实现门到门的递送服务。TNT中国大陆成立于1988年，覆盖中国500多个城市。

## 拆分
2011年，TNT N.V. 拆分为TNT快递和荷兰邮政，而TNT航空则划归TNT快递旗下。在荷兰本国，TNT N.V.一度以TNT邮政的名义运作。另外在英国、德国、意大利、比利时等八个欧洲国家开展邮政业务。TNT N.V.的邮件分拣服务营业额在2009年达4亿欧元。